# Мерседес (Корриентес)
Мерседес (исп. Mercedes) — город в центральной части аргентинской провинции Корриентес. По данным переписи 2001 года численность населения составила 35 000 человек. Город расположен в 275 км от столицы провинции города Корриентес, и за 739 км от Буэнос-Айреса.